# BudgeCo
BudgeCo, Inc. war ein US-amerikanisches Computerspieleunternehmen aus den frühen 1980er Jahren. Das Unternehmen wurde gegründet von Bill Budge, dem Entwickler und Programmierer des Programms Pinball Construction Set.

## Unternehmensgeschichte
Der Betrieb von BudgeCo bestand nur aus Budge und seiner Schwester. Er gründete das Unternehmen, um seine Spiele Pinball Construction Set und Raster Blaster zu vermarkten. Das Unternehmen wurde aus der Notwendigkeit gegründet, einen Weg zu finden, die eigenen Spiele auch an große Verkaufsketten zu liefern. Dazu produzierten und verwalteten die beiden Mitarbeiter des Unternehmens alle Einzelschritte der Produktion selber: Herstellung der Datenträger, Verpackung, Finanzverwaltung, Vertrieb etc. Im Jahre 1983 vergrößerte sich der Software-Markt so sehr, dass jedes Unternehmen einen professionellen Vertriebsbereich brauchte. Dies konnte sich Budge nicht leisten und kooperierte daher mit Trip Hawkins, der über sein noch junges Unternehmen Electronic Arts (EA) den Vertrieb der Spiele übernahm. Pinball Construction Set wurde so einem der ersten großen Erfolge von EA.
Kurz nach dieser Kooperation schloss Budge das Unternehmen BudgeCo, was für ihn eher eine Erleichterung war, da er nach eigenen Angaben kein Vermarkter, sondern ein Programmierer war.

## Spiele
- Raster Blaster (1981, Apple II, Atari Heimcomputer)
- Pinball Construction Set (1983, Apple II, Atari Heimcomputer, Commodore 64, Mac OS, PC-88, PC-98, PC Booter)
- Virtual Pinball (1993, Mega Drive)